# Vochysia venezuelana
Vochysia venezuelana är en tvåhjärtbladig växtart som beskrevs av Stafleu. Vochysia venezuelana ingår i släktet Vochysia och familjen Vochysiaceae. Inga underarter finns listade i Catalogue of Life.